# 필탄
필탄(弼呑, ?~?)은 신라의 장군이다.

## 생애
각간(角干) 관등인 그는 636년에 알천(閼川)과 함께 선덕여왕의 명을 받아 군사를 이끌고 여근곡(女根谷/玉門谷)에 숨어있던 우소(愚召) 휘하의 백제군 500명을 공격해서 모두 죽였다고 한다.